# سعد لمجرد
سعد لمجرد (مواليد 7 أبريل 1985) هو مغني وراقص وممثل وكاتب كلمات وملحن ومنتج موسيقي مغربي، يعد واحدًا من أبرز المغنيين العرب وأكثرهم شهرة، ترعرع وسط عائلة فنية فهو ابن الفنان المغربي البشير عبدو والممثلة المغربية نزهة الركراكي. اشتهر بعد أن حطمت أغانيه العربية باللهجة الدارجة المغربية أرقامًا قياسية في نسب المشاهدة على موقع يوتيوب.
بدأ مسيرته الفنية عام 2007 بعد فوزه بالمرتبة الثانية في النسخة الرابعة من برنامج سوبر ستار، ليغيب سنتين عن الساحة الفنية، ويعود بعدها بعدد من الأغاني المنفردة التي حققت نجاحا باهراً كان أولها فيديو كليب أغنية «واعديني» عام 2009، ثم أغنية «سالينا» سنة 2012 من أول ألبوم منفرد له حمل اسم (ولا عليك) صدر سنة 2013 بنكهة عربية وكلمات مغربية ممزوجة بإيقاعات عالمية مختلفة ما بين الخليجي وموسيقى البوب المغربية والإلكترونية. تلاها فيديو كليب أغنية مال حبيبي مالو من نفس الألبوم والتي حققت أعلى المشاهدات على يوتيوب.
وجاءت انطلاقته الحقيقية بعد إصداره أغنية «إنتي» التي تصدرت المرتبة الأولى لأشهر طويلة في كل أنحاء الدول العربية، بأكثر من 12 مليون مشاهدة في فترة لم تتجاوز الثمانية أسابيع. لكن طريق الشهرة العالمية ستعبد له في عام 2015 بفيديو كليب “لمعلم”، الذي أصبح لقبه فيما بعد وسيطر به على الأسواق بنسبة مشاهدة فاقت 30 مليون مشاهدة في 30 يوما فقط ليكون الفنان العربي الأول الذي يسجّل هذا الرقم الخيالي بفترة قياسية في سابقة من نوعها في العالم العربي. بالإضافة إلى أنها أصبحت أكثر أغنية عربية مشاهدة على اليوتيوب بما يقارب 913 مليون مشاهدة بتاريخ أبريل 2021، متفوقا بذلك على أغنية بشرة خير للفنان حسين الجسمي. وهو ما أدخله موسوعة غينيس للأرقام القياسية. بالإضافة لتتويجه بعدة جوائز محلية وعربية وعالمية.
لتتوالى نجاحاته في العديد من الأغاني المنفردة والتي اكتسبت شهرةً واسعة مثل «أنا ماشي ساهل»، «غلطانة»، و«ليت غو» هذه الأخيرة التي حطمت كل أرقام المشاهدات بنصف مليون مشاهدة خلال ساعة واحدة من طرحها وأكثر من 24 مليون مشاهدة في أسبوعها الأول فقط.
نجح لمجرد في سنوات قصيرة من التفوق للترشح وحصد العديد من الجوائز المحلية والعربية والعالمية بالإضافة لعدة ألقاب أخرى أبرزها جوائز الموسيقى المغربية و DearGuest Award وجوائز الموسيقى العربية والموريكس دور. كما وُشِّح في 21 أغسطس 2015 بمناسبة الذكرى ال52 لميلاد ملك المغرب محمد السادس في قصر مارشان بطنجة، وسام المكافأة الوطنية من درجة فارس خلال ٱحتفالات عيد الشباب فيما وشح والده في نفس المناسبة بوسام المكافأة الوطنية من درجة ضابط.
عام 2017 كان لمجرد أول مغربي وعربي يصل لمليار مشاهدة على قناته في يوتيوب، وذلك عن أبرز أعماله ("لمعلم"، «غلطانة»، «أنا ماشي ساهل»، «إنتي»، "مال حبيبي مالو"، "ليت غو") ورغم ذلك ولدت جوانب من حياة سعد المجرد الشخصية المتضمنة لإتهامات بالتحرش الجنسي والإغتصاب وتعاطي المخدرات والكحول العديد من الشائعات والجدل.

## النشأة
وُلد سعد لمجرد في 7 أبريل 1985 في مدينة الرباط وسط عائلة فنية مغربية حيث يعد والده البشير لمجرد المعروف بإسمه الفني البشير عبدو أبرز مطربي الجيل الثاني في الساحة الفنية المغربية، أما والدته نزهة الركراكي فهي ممثلة مغربية منذ أكثر من 35 سنة وواحدة من أبرز ممثلات الجيل الثاني في الساحة الفنية المغربية كذلك، ولسعد لمجرد أخ شقيق يكبره بسنوات يدعى علي المجرد يقطن في لندن منذ سنوات حيث يشتغل في السياحة.
بدأ لمجرد منذ صغره العزف على البيانو والغناء، حيث صرحت والدته أنه «كان يجلس بجانب الفرق الموسيقية» مضيفة «بدأ سعد بتعلم الموسيقى في المخيمات الصيفية، وذات مرة اصطحبه والده البشير عبده معه إلى برنامج تلفزي، كان يبث على القناة الأولى المغربية، فطلب في جلسة من مقدم البرنامج أن يغني، فأدى أغنية لعمرو دياب، وأطرب الجمهور، وكانت مفاجأة بالنسبة لوالده الذي اكتشف لأول مرة موهبة سعد في الغناء. ومن هناك، قررنا الاهتمام أكثر بسعد فنيا ومساعدته على صقل موهبته». انخرط بعدها لمجرد في المعهد الوطني للموسيقى والرقص بالرباط حيث قدم العديد من العروض الفنية مع والده.

## مشواره الفني

### البدايات
انتقل سعد إلى الولايات المتحدة الأمريكية ليتابع دراسته، وعاش لمدة 10 سنوات في مدينة نيويورك. الا ان عشقه للفن والغناء دفعه للمشاركة في برنامج سوبر ستار في موسمه الرابع سنة 2007 فحل في المركز الثاني بعد صاحب اللقب مروان علي وحلت التونسية يسرى محنوش ثالثة. خلال هذه المسابقة لقبه الاستاذ إلياس الرحباني بـ«خوليو العرب».
لم يجد سعد لمجرد من يدعمه بعد البرنامج فغاب عن الساحة الفنية لمدة سنتين وفي النهاية قرر أن ينتج أعماله بنفسه فأطلق أول عمل له على شكل فيديو كليب تحت عنوان «واعديني» التي صورت في كاليفورنيا عام 2009، وقد لاقت الاغنية استحسانا من طرف الجمهور المغربي وانتشارا بين الشباب آنذاك.
سنة 2012 أطلق سعد لمجرد أغنية سالينا من كلمات وألحان وتوزيع جلال الحمداوي والتي منحته انتشارا في دول الخليج العربي. ليخرج بعدها ألبوم (ولا عليك) سنة 2013 الذي حقق نجاحا كبيرا خاصة أغنية مال حبيبي مالو التي نزلت فيما بعد على شكل فيديو كليب وحققت أكثر من 60 مليون مشاهدة على يوتيوب نجاح الأغنية جعل سعد لمجرد من بين الأسماء المرشحة للفوز بالجائزة العالمية إم تي في للموسيقى الأوروبية عن فئة أفضل فنان في الشرق الأوسط وشمال أفريقيا، والتي كانت من نصيب الفنّان الفلسطيني محمد عساف.

### «إنتي» وبداية الشهرة
استطاع الفنان المغربي الشاب ان يحقق شهرة واسعة في العالم العربي بعد اطلاقه في 1 يناير 2014 لأغنية "أنتي" التي تجاوزت عدد مشاهداتها المليون في أقل من ثلاثة أيام على طرحها على موقع يوتيوب، ما يعتبر أول إنجاز من نوعه في المغرب والعالم العربي وقد فتنت الأغنية الجمهور العربي والعالمي، خصوصا الخليجي
الذي لم يكتف بالاستماع إليها بل ذهب العديد منهم إلى إعادة غنائها على طريقته في مختلف دول العالم وإطلاق عدة نسخ مقرصنة لها على يوتيوب. كما ذهب بعض مستخدمي وسائل التواصل الاجتماعي إلى وضع الأغنية في عدة أنواع موسيقية مغربية أخرى مثل الطرب الأندلسي، الموسيقى الأمازيغية، الشعبي المغربي والشعبي المصري واليمنية والصينية والألمانية كما أعيد غناءها باللغة الاسبانية والانجليزية والفارسية والتي لاقت ترحيبا من الجمهور الإيراني والأفغاني، ولم يسلم الأطفال كذلك فانتشرت فيديوهات عديدة على موقع اليوتيوب لأطفال يرددون كلماتها لتصبح الأغنية ظاهرة اجتماعية مكن نجاح الأغنية جماهريا سعد المجرد من الفوز بأول جائزة في مسيرته الفنية خلال حفل الموريكس دور عن فئة أفضل أغنية عربية لسنة 2014. وهو ما شكل تحد لإستمرارية صاحبها بعد أن اعتبره البعض من العاملين في المجال الفني فناناً مبتدئً وحالة فنية قد تنتهي بعد أيام.
سنة 2015 وبعد مرور سنة على نجاح أغنية «أنت باغية واحد» عربيا ودوليا، أصدر الفنان سعد المجرد رفقة الموزع المغربي «دي جي فان» نسخة جديدة للأغنية بإيقاعات إفريقية شبابية.

### «لمعلم» والأرقام القياسية
في 2 ماي 2015 أطلق لمجرد أغنية لمعلم من كلمات وألحان وتوزيع جلال الحمداوي وإخراج أمير الرواني، والتي أحدث بها انقلابا جماهيريا وسيطرة على جل الأسواق العربية، محققة نسبة مشاهدة بلغت حوالي 700 ألف مشاهدة في 24 ساعة و158529 معجب في 4 دقائق و14 ثانية من طرحها، محتلة بذلك مراكز مقدمة في عدد من التطبيقات العربية والعالمية من قبيل «أنغامي» و«أيتونز». وفي أقل من أسبوعين بلغت الأغنية 22 مليون مشاهدة وهو ما حذى بسعد لمجرد لدخول موسوعة غينيس للأرقام القياسية كثاني فنان عربي يحقق هذا الإنجاز بعد الفنان الإمارتي حسين الجسمي بعد أن تخطت نسبة مشاهدات أغنيته «بشرة خير» حاجز 40 مليون مشاهدة في أقل من شهر ونصف والتي اعتبرت أكثر الأغاني العربية مشاهدة على اليوتيوب خلال عام 2014، لكن بلوغ أغنية لمعلم 100 مليون مشاهدة على موقع يوتيوب خلال 3 أشهر فقط مكنت الفنان المغربي من التفوق على كل الأغاني العربية، بما فيها أغنية «بشرة خير» لحسين الجسمي سنة 2014 وأغنيتي «بنتي حبوبة» و«هابي هابي» للطفلة البحرينية حلا الترك اللتان إحتلتا المراكز الأولى عربيا سنة 2011 و2013، محتلا وفي وقت قصير المرتبة الأولى ومتفوقا على كافة النجوم الذين إقتحموا المجال الفني قبله بسنواتٍ طويلة، متربعا على كل برامج المسابقات التلفزية والإذاعية ومواقع التواصل الاجتماعي، ليغير بواسطتها لمجرد قواعد الموسيقى في العالم العربي. حيث كُرم في الدّورة الـ15 من حفل «الموريكس دور» على تميّزه وخروجه عن كل ظواهر النجاح المتعارف عنها في العالم العربي ووصوله إلى لقب سفير الأغنية الشبابية في الشرق الأوسط وبجدارة. أصبحت بذلك أغنية «لمعلم» أكثر أغنية عربية مشاهدة على يوتيوب.
في 2017 وبعد سنتين من طرحها كسرت أغنية لمعلم حاجز نصف مليار فيما بلغت أغنية ”مال حبيبي مالو” أكثر من 200 مليون مشاهدة على موقع “يوتيوب” مشاهدة على موقع يوتيوب، ليخلق سعد لمجرد الاستثناء ويتربع على قمة عرش الأغنية العربية في تحطيم الأرقام القياسية في نسب المشاهدة كأول فنان عربي يتخطى المليار مشاهدة في مجموع أغانيه على يوتيوب.

### «ماشي ساهل» و«غلطانة»
بتاريخ 8 يوليو 2016، طرح النجم المغربي على قناته باليوتيوب أغنية جديدة باسم «أنا ماشي ساهل» والتي حققت نجاحاً كبيراً رغم بساطة الفيديو كليب، حيث استعان خلاله المغني بمقاطع فيديو لمعجبيه وبعض النجوم يرددون كلمات الأغنية التي سبق وطرحها مسبقا على قناته حتى يقومو بحفظها وقد شاركه عدد من النجوم مثل والده المغني البشير عبدو والدته الممثلة نزهة الركراكي بالإضافة إلى الكوميدي المغربي الفرنسي جاد المالح، لتصل عدد مشاهدات الأغنية لما يفوق 65 مليون مشاهدة خلال شهرين فقط من إطلاقها.
بعدها بشهر ونصف في 25 غشت 2016، أطلق سعد لمجرد أغنية «غلطانة» بطريقة الفيديو كليب، والتي حققت بدورها مثل سابقاتها نجاحاً باهراً، في أقل من أسبوعين بأكثر من 14 مليون مشاهدة في أسبوعها الأول و30 مليون مشاهدة في أقل من أسبوعين. في نونبر 2017 رشح فيديو كليب الأغنية لجائزة All Africa Music Awards عن فئة أفضل «فيديو كليب» في شمال أفريقيا
وغالبا ما يتعامل سعد لمجرد مع نفس الكتاب والملحنين والموزعين والمخرجين الشباب المغاربة أمثال جلال الحمداوي، أمير الرواني، دي جي فان، سمير المجاري، محمد الرفاعي ورضوان الديري. حاملا لهجته المغربية إلى العالم بأسره فكان سفيرها في كل أرجاء الدّول العربية وبلدان الاغتراب بإجماع جماهيري وفني.

## الغياب والعودة الفنية
توقف لمجرد عن إصدار أي عمل فني بعد «غلطانة» بعد إيقافه في العاصمة الفرنسية باريس بعد توجيه تهمة له بمحاولة اغتصاب شابة فرنسية. ليسجن لمدة 6 أشهر على ذمة التحقيقات إلى أن أُطلق سراحه بشكل مؤقت في 23 أبريل 2017 مع استمرار منعه من إصدار أي عمل فني.
بعد منحه الإذن من قبل السلطات الفرنسية بممارسة نشاطاته الفنية، أطلق الفنان سعد لمجرد في 8 أغسطس 2017 أغنية جديدة صورت باستوديوها العاصمة الفرنسية باريس من كلماته وألحانه وإنتاجه وتوزيع الموسيقار المغربي جلال الحمداوي بعنوان (LET GO)، أغنية حقق من خلالها الفنان المغربي نجاحا ساحقا بأكثر من نصف مليون مشاهدة خلال ساعة واحدة وأكثر من 5 ملايين مشاهدة خلال 24 ساعة من طرحها ليصنفها موقع جوائز الموسيقى العالمية World Music Awards من بين الأغاني الأكثر استماعا ضمن القائمة العالمية وذلك بعد بلوغها 10 ملايين مشاهدة خلال 48 ساعة لتتربع الأغنية على الترند العربي كأول أغنية مغربية عربية الأكثر مشاهدة عربيا والرابعة عالميا. وتحصد أكثر من 24 مليون مشاهدة على موقع يوتيوب خلال أسبوعها الأول فقط.
في سبتمبر 2018، وبعد حملة على شبكات التواصل الاجتماعي بسبب الاتهامات الجنائية، أوقفت بعض وسائل الإعلام المغربية بثها لأغاني سعد لمجرد. في ديسمبر 2018، تم إطلاق سراح سعد لمجرد من السجن بعد قضاء مدة العقوبة، لكنه لم يتمكن من مغادرة فرنسا حتى أغسطس 2019.
في 18 ديسمبر 2019، أقام أول حفل موسيقي له في الرياض بعد ثلاث سنوات من الغياب. وقبل أيام من الحفل، عبر عدد من المستخدمين السعوديين على تويتر عن رفضهم لحفله الموسيقي القادم.

## حياته الخاصة

### زواجه المبكر
تزوج الفنان المغربي سعد لمجرد أول مرة من زوجته الأولى «ثمين» التي ارتبط بها حين إقامته بالولايات المتحدة الأمريكية، والتي أظهرها خلال مشاركته في برنامج «سوبر ستار» سنة 2007، قبل أن يتم الطلاق بينهما.

### علاقاته العاطفية
تعرض سعد لمجرد لعدة شائعات إعلامية بعلاقات عاطفية متعددة أبرزها علاقته بالعارضة الإيطالية «لورا فريسون» التي شاركته الظهور في فيديو كليب «غلطانة» والذي أكد بعدها الفنانين أنهما مجرد أصدقاء فقط، تلتها شائعة علاقته بمواطنته الفنانة ابتسام تسكت خلال زيارته لطلاب الأكاديمية في الموسم 10 لبرنامج ستار أكاديمي والذي أججتها وسائل الإعلام وشبكات التواصل الإجتماعي بعد ردة فعل الفنانة حين لقائه وهو ما نفاه الفنان مؤكدا على علاقة الصداقة القوية التي تجمعهما قبل الشهرة. كما أكد لمجرد علاقة الصداقة والاحترام التي تجمعه بمواطنته الإعلامية المغربية «مريم سعيد» نافيا كلاهما جل شائعات الحب المزعومة كما نفى عدة علاقات أخرى نسبت له مع ملكة جمال الشرق الأوسط نسرين قطروب والشابة غيثة العلاكي.

## قضايا واتهامات

### قضايا جنائية

#### الولايات المتحدة
اتهم سعد لمجرد أكثر من مرة بالتحرش والاغتصاب، كان أولها في الولايات المتحدة في فبراير 2010 حين اتهمته شابة أمريكية بالاعتداء الجنسي في محكمة بروكلين العليا بعد ست سنوات من الحادثة، ليسجن في مارس من نفس العام ويفرج عنه بكفالة
غادر بعدها البلاد هربا من الدعوى القضائية للمحكمة العليا لولاية نيويورك. حيث كان من المرجح أن يواجه الفنان المغربي حكما بالسجن لمدة 25 عاما و100 ألف دولار غرامة إن ثبتت جريمته. وهو ما نفاه سعد لمجرد جملة وتفصيلا في 27 مايو بالرباط خلال حوار صحفي في مهرجان موازين عازيا جل الإدعاءات إلى أعداء نجاحه وشهرته. معربا عن عدم قلقه وخوفه من السفر، خصوصا بعد تنازل الشابة عن الدعوى نهائيا.

#### فرنسا
- في 26 أكتوبر 2016 أوقف الفنان سعد لمجرد بالعاصمة الفرنسية باريس من طرف الشرطة الفرنسية بتهمة الاعتداء بالضرب ومحاولة اغتصاب فتاة فرنسية تدعى «لورا بريول» في فندق “ماريوت باريس شانزليزيه” الذي كان يقيم فيه، وسجن لمدة تقارب 6 أشهر على ذمة التحقيقات بالسجن الاحتياطي.[107][108] «فلوري ميروجيس» Fleury Mérogis في الضاحية الجنوبية من باريس.[109]

- خلال القضية تقدمت شابة فرنسية أخرى من أصول مغربية، في فبراير 2016 بدعوى اغتصاب ضد المغني، صرحت أنها تمت في ربيع 2015 في مسقط رأسها المغرب أثناء قضائها العطلة رفقة عائلتها في العاصمة الاقتصادية الدارالبيضاء، لكنها لم تتقدم بشكاية في الموضوع خوفا من العار لكن «لمجرد» نفى جل إدعاءاتها ورؤيتها مسبقا، وفي ديسمبر من نفس العام سحبت الشابة شكواها بضغوط من عائلتها.[110]
- في 13 أبريل 2017 تمتع سعد لمجرد بالسراح المؤقت[111][112] شرط وضع سوار إلكتروني[113] وعدم مغادرة الأراضي الفرنسية قبل البث في قضيته واحترام شروط السراح المؤقت والتي تقضي حسب القانون الفرنسي بالعودة للمنزل في الساعة 6 مساء.[70] حتى يتمكن رجال الشرطة من تسجيله
- في أكتوبر 2017 صرح محاميه إريك دوبون موريتي برفع السوار الإلكتروني عن سعد لمجرد.[114][115]
- في 7 مارس 2018 عاد لمجرد إلى المغرب لمدة خمسة أيام بغية الترويج لأغنيته غزالي بعد أن سمحت له السلطات الفرنسية بذلك مؤقتا[116]، في 9 أبريل 2018 قرر إجراء الفحص الطبي للمجرد[117]
- في 26 أغسطس 2018 جرى توقيف سعد لمجرد احتياطيا من طرف شرطة سان تروبيه الفرنسية بتهمة ارتكاب أفعال «ينطبق عليها وصف الاغتصاب» في منتجع سان تروبيه حيت كان يقضي لمجرد عطلة الصيف بعد شكاية قدمتها امرأة مجهولة[118][119] قبل أن يتم إطلاق سراحه من قبل قاضي التحقيقات الثلاثاء 29 غشت 2018 بعد تضارب أقوال المدعية والمتهم والشهود بكفالة مالية قدرها 150.000 أورو (أزيد من 160 مليون سنتيم) مع وضعه تحت المراقبة وعدم السماح له بمغادرة البلاد.[120]
- بتاريخ 30 أغسطس 2018 انسحب المحامي الشهير إريك دوبون موريتي من فريق دفاع سعد لمجرد دون ذكر الأسباب المفضية إلى قراره، ليبقى دفاع لمجرد ممتلا في المحامي الفرنسي جون مارك فيديدا[121][122][123][124]
- بعد قرار مكتب المدعي العام في كل من باريس ودراغينيان استئناف قرار المحكمة باطلاق سراح لمجرد بكفالة مالية.
- بتاريخ 18 سبتمبر 2018 تقرر في نهاية جلسة الاستماع إيداع سعد لمجرد السجن بناء على أمر رئيس محكمة الاستئناف بفرنسا.[125][126]
- في يوم، برأت المحكمة الفرنسية سعد لمجرد من تهمة الاغتصاب على الظنينة الفرنسية لورا بريول، مع متابعته بتهمة العنف والاعتداء الجنسي في القضية نفسها في 2019، إضافة إلى محاكمته في القضية الثانية والتي وقعت في سان تروبيه.[127][128]
- في يوم الأربعاء 5 ديسمبر 2018، تم إطلاق سراح سعد لمجرد من السجن في فرنسا، ومتابعته في حالة سراح وتحويل قضيته من جناية إلى جنحة[129][130][131]
- قررت غرفة التحقيق في محكمة الاستئناف في باريس، الثلاثاء 21 يناير 2020، إحالة المغني المغربي سعد لمجرد إلى المحاكمة الجنائية، في اتهامه باغتصاب امرأة شابة في فندق ماريوت باريس في 26 أكتوبر/تشرين الأول 2016.[132]
- لكن في مايو 2020، ألغت محكمة النقض حكم غرفة التحقيق في محكمة استئناف باريس التي أحالت المغني المغربي إلى محكمة الجنايات بتهمة الاغتصاب والعنف معتبرة أنّ هذا الحكم الصادر عن غرفة التحقيق «لا يلبي، في الشكل، الشروط الأساسية لوجودها القانوني».[133][134]
- في يوم الجمعة الموافق 24 فبراير 2023، تم الحكم عليه بالسجن لمدة 6 سنوات بعد إدانته باغتصاب الشابة الفرنسية لورا بريول.[135][136][137][138]

### قضايا فنية
- رفع سعد لمجرد دعوى قضائية ضد الموزع الموسيقي المغربي دي جي فان بتهمة النصب وخيانة الأمانة حول كيفية اقتسام عائدات أغنية «إنتي باغية واحد»[139][140] التي حققت نجاحا كبيرا للفنان المغربي، وهو ما قابله الموزع المغربي بدعوى قضائية على مواطنه للمطالبة بباقي مستحقاته من عائدات الأغنية.[141][142]
- بتاريخ 27 يونيو 2015 رفع نعمان منصور صاحب شركة الخطوط الخمسة للإنتاج والتوزيع الفني في الأردن دعوى قضائية بمدينة عمان ضد سعد المجرد لعدم الإتفاق على تأجيل حفله المزمع إقامته ثاني أيام عيد الفطر من نفس السنة مما تسبب بأضرار للطرفين.[143][144]
- وكل الفنان المغربي سعد لمجرد محاميا مصريا لرفع دعوى قضائية ضد شركة إعلانات مصرية وفريق شارع 3 الغنائي لانتهاك حقوق الملكية الفكرية واستخدام لحن أغنية انتي باغيه واحد للدعاية لمنتج للشعر دون موافقته.[145]
- بعد القبض على الفنان المغربي في فرنسا إثر شكوى قضائية بمحاولة اغتصاب مواطنة فرنسية وقضائه مدة حبسية فاقت 6 أشهر على ذمة التحقيق، تقدمت منظمة الحفلات إلهام بوزيد منظمة حفل سعد لمجرد الذي كان من المفترض إقامته بباريس في 26 أكتوبر 2016 بدعوى قضائية ضده وضد وكيل أعماله رضا البرادي[146]، بسبب الخسائر المادية والمعنوية التي لحقتها نتيجة عدم تنفيذ الالتزامات المبرمة بينهما في بنود العقد في إطار المسؤولية العقدية والتي بلغت 177 ألف يورو.[147][148] في ديسمبر 2017 قضت المحكمة التجارية في باريس بتغريم لمجرد مبلغ 280.000 يورو (ثلاثة ملايين درهم مغربي) لشركة الإنتاج الفرنسية Cairo by night المنظمة لحفله في باريس. ذلك بعد سلك مديرة الوكالة إلهام بوزيد كافة الطرق الودية دون جدوى قبل أن تضطر للجوء إلى القضاء.[149]
- بعد إتهام الفنان واعتقاله بتهمة محاولة اغتصاب فتاة فرنسية، أقدمت شركة بيبسي العالمية على فسخ عقدها وايقاف عرض جل إعلانات الفنان المغربي لمشروباتها خوفا على سمعتها[150] وهي نفس الخطوة التي أقدمت عليها مجموعة الضحى المغربية[151][152]

### اتهامات فنية

#### سرقة الأغاني
- اتهم المطرب الجزائري نوري كوفي المغني سعد لمجرد بسرقة لحن أغنية «إنتى باغية واحد» من أغنية «ما بقات عشرة» لمغني الشعبي الجزائري الراحل محمد العنقة[153][154][155]، وهو ما نفاه قطعا والده الفنان المغربي البشير عبدو[156][157]
- اتهم لمجرد بسرقة أغنية «لمعلم» الصادرة سنة 2015، من أغنية من نفس العنوان صادرة سنة 2014[158] للمغني المغربي الشاب محمد ياسين[159] وهو ما نفاه «رضى البرادي» مدير أعمال سعد لمجرد معللا أن كل عمل ناجح لسعد تكثر حوله الأحاديث والقيل والقال[160]، فيما صرح المغني الشاب محمد ياسين في حوار صحفي أجراه مع راديو شذى إف إم أنها ليست سرقة بل ارتجال موسيقي وأن الملام ليس سعد لمجرد الذي قام بالغناء فقط بل الأجدر معاتبة الملحن والموزع جلال الحمداوي لكنه لن يعاتب أحدا لسعادته بهذا الإنجاز.[161]
- اتهمت بعض الجماهير الجزائرية في وسائل الإعلام ومواقع التواصل الإجتماعي سعد لمجرد بسرقة لحن أغنية «أنا ماشي ساهل» من أغنية «انا وصاحبي شفناها» لمغني الراي الجزائري الراحل الشاب حسني[162][163]، وهو ما نفاه الفنان المغربي في برنامج صباح الخير يا عرب قائلا «أنه اعتاد رفقة فريقه على هذه الإدعاأت بعد كل عمل ناجح يصدره، وأنه في الموسيقى هناك مقامات متشابهة توحي للمستمع بذلك لكن جل أعماله أصلية لاتحتوي على أية سرقات».[164] كما أكد مدير الديوان الوطني لحقوق المؤلف والحقوق المجاورة الجزائري سامي بن شيخ في عدة منابر إعلامية جزائرية أن اللحن من التراث المغربي وأن الفنان الجزائري الشاب حسني تقدم بالأغنية للديوان سنة 1991، لتوثق فيه على أساس أن الكلمات لبركان ترشاي، أما اللحن فهو من التراث المغربي مؤكدا أن لمجرد لم يسرق اللحن عازيا ذلك إلى اشتراك بلدان شمال أفريقيا قسما كبيرا من التراث، مما يصعب التفريق أو التصنيف بينهما.[165][166]
- أثارت أغنية وفيديو كليب غلطانة بعد إصدارها لغطا كبيرا اتهم خلالها الفنان المغربي سعد لمجرد[167] والمخرج المغربي أمير رواني[168][169] والملحن جلال الحمداوي[170] باستنساخ فيديو كليب «غلطانة» من الفيلم الأسترالي الأمريكي ماد ماكس: فيوري رود الصادر سنة 2015 للمخرج الأسترالي جورج ميلر والممثل الإنجليزي توم هاردي[171][172]، فيما اتهمته الصحافة الجزائرية بسرقة كلمات الأغنية من أغنية «جاية ندمانة»[173] للفنان الجزائري الشاب حسني[174]، أما اللحن فمن أغنية «بلا بيك»[175] للفنان الجزائري قادر جابوني الصادرة سنة 2012.
- في 23 يوليو 2016 اتهم سعد لمجرد خلال مشاركته في مهرجان جرش الأردني بسرقة أغنية الشمعة للراحل الجزائري كمال مسعودي حينما قدم الأغنية على أساس أنها أغنية مغربية ممزوجة بموسيقى إسبانية وهو ما أثار حفيظة رواد التواصل الاجتماعي الجزائريين، ليصرح الفنان في تدوينة له على صفحته الخاصة في تويتر بأن الأغنية من الخالدات للفنان الجزائري الراحل كمال مسعودي[176][177]، يغنيها في كل حفلاته لأنه يعشقها لذلك طرحها في ألبومه ولا عليك، بعد أن اكتشفها منذ سنوات حين تخرجه من برنامج سوبر ستار.[178][179]
- بعد إطلاق صراحه المشروط اتهم البعض سعد لمجرد مجددا باستنساخ لحن وفيديو كليب أغنيته الجديدة ليت غو التي ألفها ولحنها بنفسه[180] وأصدرها في 8 غشت 2017 من أغنية لمغني الراب الكندي دريك وريانا الصادرة سنة 2012.[181][182]

#### شراء المشاهدات
بسبب نسب المشاهدة الهائلة التي تحققها فيديو كليبات الفنان المغربي سعد لمجرد، فقد وجهت له في أحيان كثيرة تهمة شراء المشاهدات على يوتيوب لتضخيم نسب المشاهدة وذلك من قبل العديد من الفنانين والنقاد، وهو ما نفاه الفنان في إحدى تصريحاته التلفزيونية في برنامج إي تي بالعربي مع الإعلامية المغربية مريم سعيد قائلا: "«أنه لايرضى على نفسه شراء المشاهدات فكل ما يقدمه هو مجهود سنوات من التعب والتجارب الصعبة التي مر بها طيلة حياته»" مضيفا في قناة الحوار التونسي أنه يروج لأعماله من خلال شركة قنوات التي تتكلف بالتسويق لأعماله ولا يوجد شيء يسمى شراء المشاهدات وإلا أغلقت قناته من قبل اليوتيوب.

#### البلاي باك
- في لقاء صحفي لقناة الحوار التونسي مع الإعلامي التونسي هادي زعيم نفى الفنان المغربي سعد لمجرد غناء البلاي باك[187] وصرح قائلا أنه ورغم اعتماد نجوم عالميين بإمكانيات صوتية هائلة على ذلك في حفلاتهم باستعمال المرتبات الموسيقية إلا أنه لا يقوم بذلك في سهراته الفنية، كما أضاف أن مدير أعماله «رضا البرادي» صرح له أن صوته يحيل إلى صوته أثناء الأداء في الأستوديو إلا أنه لا يقوم بذلك بل يغني حقيقة[186][188]

### انتقادات إعلامية

#### فنيا
- بعد النجاح الكبير الذي حققته أغانيه وخاصة أغنية «انتي باغيه واحد» تعرّض الفنان المغربي بعد مشاركته في افتتاح مجمع الحمرا في الكويت لهجوم حاد من قبل الإعلام الكويتي بسبب كم المعجبات الكويتيات الهائل اللواتي تواجدن في ساعات مبكرة للالتقاء به، حتى تحول المجمع إلى ساحة معركة وتشابك بالأيدي استلزم تدخل عناصر الشرطة[189][190]
- انتقدت أستاذة الفوكاليز ماري محفوض أسلوب غناء لمجرد خلال حلوله ضيفا بالموسم العاشر من برنامج ستار أكاديمي وأدائه لدويتو غنائي مع المتسابق المصري محمد شاهين الذي حذرته من تقليد صراخ المغني.
- انتقدت الإعلامية اللبنانية نضال الأحمدية المغربي سعد لمجرد بعد تقديمه لأغنية «مالي ومال الشمعة» الجزائرية على أنها أغنية مغربية ممزوجة بموسيقى إسبانية في مهرجان جرش بالمملكة الأردنية مطالبة الشعب الجزائري بمحاكمة لمجرد على هذه السرقة المعنوية لتراثهم[191] وهو ما خلق لغطا كبيرا على مواقع التواصل الإجتماعي ضدها من طرف جمهوره المغربي[192][193] على الرغم من اعتذار المغني عبر حسابه على تويتر.[194]

#### سياسيا
تسببت أغنية «غلطانة» بهجوم شرس من الصحافة الجزائرية التي اعتبرته تدخلا سياسيا وانحيازا للمغرب ضد النظام الجزائري في قضية الصحراء المغربية، وهو ما حذى بالمغني إلى التأكيد أن أغنيته ليست سياسية، بإصدار بيان صرح فيه:
| سعد لمجرد | "هذا المشروع الذي تعب من أجله جميع مكونات فريق العمل ليس له أي توجه سياسي ولا إستفزازي، نحن فعلًا صورنا الكليب في الصحراء المغربية، وأنا كمغربي احتفل كل سنة بذكرى المسيرة الخضراء، ولم يكن القصد استفزاز إخواننا الجزائريين أو أي أحد كان، الأغنية عاطفية وليس لها أي معنى سياسي، أحب جمهوري الجزائري وأحترمه وسعدت بتلقي التهاني من الأشقاء الجزائريين بعد نجاح العمل، فأنا أحرص على أداء الروائع الجزائرية والمغربية بفخر لأظهر للشرق والعالم أن لدينا كنوزًا ثقافية وفنية لم يتعرفوا عليها بعد، الهدف فني لا غير". — بيان سعد لمجرد | سعد لمجرد |

كما صرح في إحدى الصحف الجزائرية قائلا:
| سعد لمجرد | "مثل هذه المواضيع لا تزيد الا الفرقة والشحن بين الشعبين الشقيقين ولا تخدم إلا النظام الجزائري الذي أصبح همه الوحيد هو محاربة كل ما هو مغربي بحيت لا يمر يوم واحد إلا وتجد خبر على المغرب ...ألا يقول النظام الجزائري إنه غير معني بهذا الموضوع وأن المشكل بين المغرب والبوليساريو ؟ فلماذا تستفزهم عبارة الصحراء المغربية؟ وتحية لكل جزائري"— تصريح سعد لمجرد لصحيفة "الجزائر تايمز" | سعد لمجرد |

في سنة 2015 دخلت أغنية «لمعلم» معترك السياسة في العراق بعد تحول كلماتها إلى شعار سياسي لمساندي رئيس الوزراء العراقي حيدر العبادي، ضد غريمه السياسي نوري المالكي. وهي الخطوة نفسها التي أقدم عليها حزب التقدم والاشتراكية المغربي بٱستخدام لحن أغنية «أنا ماشي ساهل» كنشيد في حملته الانتخابية لسنة 2016، وهو ما استنكره وتبرأ منه الفنان وفريقه ليتقدم الحزب باعتذار رسمي.

## أعماله

### الألبومات
- ولا عليك (2013)

### الأغاني المنفردة
- «واعديني» (2009)
- «ساعة سعيدة» (2012)
- «سلينا» (2012)
- لمن نشكي (2013)[205]
- كتناديني (2013)[206]
- ولا عليك (2013)[207]
- «مال حبيبي مالو» (2013)
- وانا مالي (2013)[208]
- جيتي في بالي (2013)[209]
- «وانا معاك» مع الفنانة أسماء لمنور (2014)
- «أنتي» (2014)
- «يا إنسان» مع الفنان صلاح الكردي (2014)
- «لمعلم» (2015)
- «أنا ماشي ساهل» (2016)
- «غلطانة» (2016)
- «ليت غو» (2017)
- «غزالي» (2018)
- «كازابلانكا» (2018)
- «بدك ايه» (2018)
- «نجيبك نجيبك» (2019)
- «انساي» (2019) رفقة محمد رمضان
- «يخليك ليلي»(2019)
- :«سلام» (2019)
- «أسف حبييي» (2020) رفقة فناير
- «عدى الكلام»(2020)
- «نادي يا الله» (2021)

### كليبات
- «واعديني» (2009)
- «ساعة سعيدة» (2012)
- «سلينا» (2012)
- «مال حبيبي مالو» (2013)
- «لمعلم» (2015)
- «أنا ماشي ساهل» (2016)
- «غلطانة» (2016)
- «ليت غو» (2017)
- «غزالي» (2018)
- «كازابلانكا» (2018)
- «بدك ايه» (2018)
- «نجيبك نجيبك» (2019)
- «انساي» (2019)
- «يخليك ليلي»(2019)
- «سلام» (2019)
- «عدى الكلام»(2020)
- «السهرة صباحي»(2021)
- «انتي حياتي»(2021)
- قولي متى (2023)
- "من أول دقيقة"(2022)
- «الحلق» (2022)
- «أش خبارك» (2023)

### دويتوهات
- «عزيز وغالي» مع والده المطرب المغربي البشير عبدو.
- «ساعة سعيدة» مع الفنانة المغربية صوفيا منتصر خريجة برنامج ستوديو دوزيم في الدورة السادسة (2009).
- «وأنا معاك» رفقة الفنانة المغربية أسماء لمنور.
- «يا إنسان» مع الفنان اللبناني صلاح الكردي.
- «إنساي» مع الفنان المصري محمد رمضان
- «آسف حبيبي» مع الفرقة المغربية فناير (2019)
- «شدت وبتزول» مع الفنان اللبناني صلاح الكردي (2020)
- «باب الرجاء» مع الفنان المغربي محمد رضا (2020)
- «السهرة صباحي» مع الفنان التونسي صابر الرباعي والمنتج العالمي ريدوان والفيديو كليب من إخراج ساري منير (2021)

### أغاني تصويرية
- شارة المسلسل المغربي أحلام نسيم رفقة الفنانة المغربية المعتزلة مريم بلمير
- إعلان زين رمضان 2016 (السلام عليكم)
- شارة المسلسل المغربي دابا تزيان[210]

### المسلسلات
- مسلسل مغربي «أحلام نسيم».[211][212][213]

### أفلام
- فيلم رعب مغربي «روح»[214]

## الجوائز والترشيحات

### جوائز
أحرز الفنان سعد المجرد خلال مسيرته الفنية العديد من الترشيحات والجوائز العالمية
- بتاريخ 3 سبتمبر 2018 وإتر اتهامه في قضية اغتصاب أخرى بفرنسا قررت لجنة جوائز أفريقيا الموسيقية All Africa Music Awards حذف اسم سعد لمجرد من قوائم المرشحين لجوائز الحفل عن أغنيته الأخيرة «الدار البيضاء» لثلاث فئات أفضل مطرب في أفريقيا وأفضل أغنية في أفريقيا وأفضل فنان في شمال إفريقيا.[215]

| السنة | العنوان                       | الجائزة                                         | العمل         | نتيجة |
| ----- | ----------------------------- | ----------------------------------------------- | ------------- | ----- |
| 2014  | جوائز الموسيقى المغربية       | أفضل أغنية مغربية                               | إنتي          | فوز   |
| 2015  | الموريكس دور                  | أفضل أغنية عربية                                | إنتي          | فوز   |
| 2015  | موسوعة غينيس للأرقام القياسية | تحطيم رقم قياسي في المشاهدات على اليوتيوب       | لمعلم         | فوز   |
| 2015  | DearGuest Award               | أفضل أغنية عربية                                | لمعلم         | فوز   |
| 2016  | الموريكس دور                  | أفضل مطرب عربي                                  | لمعلم         | فوز   |
| 2016  | جوائز الموسيقى المغربية       | أفضل أغنية مغربية                               | لمعلم         | فوز   |
| 2017  | برنامج أنغامي                 | جائزة أكثر من 100 مليون مستمع لأغانيه الموسيقية | سعد لمجرد     | فوز   |
| 2017  | جائزة الموسيقى العربية        | أفضل أغنية مغربية                               | غلطانة        | فوز   |
| 2017  | جائزة الموسيقى العربية        | أفضل فيديو كليب على اليوتيوب                    | أنا ماشي ساهل | فوز   |
| 2017  | جائزة الموسيقى العربية        | أفضل أغنية عربية                                | غلطانة        | فوز   |
| 2017  | الموريكس دور                  | جائزة الجمهور                                   | سعد لمجرد     | فوز   |
| 2017  | الموريكس دور                  | أفضل أغنية عربية                                | غلطانة        | فوز   |
| 2017  | Daf Bama Music Awards         | أفضل فنان اجتماعي                               | سعد لمجرد     | فوز   |
| 2017  | جوائز الموسيقى المغربية       | أفضل فيديو كليب                                 | ليت غو        | فوز   |
| 2018  | جوائز الأمة العربية للموسيقى  | أفضل مغني في شمال أفريقيا                       | سعد لمجرد     | فوز   |

### ترشيحات
| السنة | العنوان                  | الجائزة                                 | العمل     | نتيجة |
| ----- | ------------------------ | --------------------------------------- | --------- | ----- |
| 2014  | MTV Europe Music Award   | أفضل فنان في إفريقيا والشرق الأوسط      | إنتي      | رُشِّح   |
| 2016  | Big Apple Music Awards   | أفضل فنان في إفريقيا والشرق الأوسط      | لمعلم     | رُشِّح   |
| 2016  | MTV Africa Music Awards  | إختيار المستمعين                        | سعد لمجرد | رُشِّح   |
| 2017  | All Africa Music Awards  | أفضل "فيديو كليب" في شمال أفريقيا       | غلطانة    | رُشِّح   |
| 2017  | HAPA Music Awards        | أفضل فنان في أفريقيا                    | سعد لمجرد | رُشِّح   |
| 2018  | جوائز الموسيقى الأفريقية | أفضل فنان في فئة الذكور في شمال أفريقيا | سعد لمجرد | رُشِّح   |

## جولاته الفنية

### مهرجانات
- المغرب: مهرجان موازين[223]
- تونس: مهرجان قرطاج الدولي

مهرجان سوسة الدولي
مهرجان المنستير الدولي
مهرجان صفاقس الدولي
مهرجان جربة أوليس الدولي
- قطر : مهرجان ربيع سوق واقف[225]
- الكويت: مهرجان هلا فبراير[226]
- الأردن: مهرجان جرش[227]
- لبنان: مهرجان أعياد بيروت
- السعودية: مهرجان موسم الرياض السعودية
- الإمارات العربية المتحدة: مهرجان دبي

### جولات
جولة غلطانة (Ghaltana World Tour)، جولة عالمية في كل من:
- أوروبا
- الشرق الاوسط
- شمال أفريقيا
- كندا
- الولايات المتحدة الأمريكية
- أسيا

## وصلات خارجية
- سعد لمجرد على موقع IMDb (الإنجليزية)
- سعد لمجرد على موقع قاعدة بيانات الأفلام العربية
- سعد لمجرد على موقع ميوزك برينز (الإنجليزية)
- سعد لمجرد على موقع ديسكوغز (الإنجليزية)
- سعد لمجرد على موقع قاعدة بيانات الفيلم (الإنجليزية)
- لمجرد: «فخور بالغناء أمام الجمهور الجزائري وحلمي نقل الكلمة والهوية العربية إلى العالم»